# Małgorzata Skotnicka
Małgorzata Skotnicka – polska instrumentalistka, dr hab. sztuk muzycznych, profesor nadzwyczajny Katedry Kameralistyki Wydziału Instrumentalnego Akademii Muzycznej im. Stanisława Moniuszki w Gdańsku.

## Życiorys
Obroniła pracę doktorską, 16 lutego 2009 habilitowała się na podstawie oceny dorobku naukowego i pracy zatytułowanej Interpretacja dzieł klawesynowych w świetle wybranych osiemnastowiecznych przekazów kompozytorów francuskich. Pełni funkcję profesora nadzwyczajnego w Katedrze Kameralistyki na Wydziale Instrumentalnym Akademii Muzycznej im. Stanisława Moniuszki w Gdańsku.
W kadencji 2021–2025 członek Rady Dyscypliny Artystycznej Akademii Muzycznej im. Stanisława Moniuszki w Gdańsku.